# Arquipélago de Chagos

Bandeira do Grupo de Refugiados de Chagos, não oficial no arquipélago

O Arquipélago de Chagos ou Ilhas Chagos (anteriormente Bassas de Chagas, e mais tarde Ilhas Oil) é um grupo de sete atóis, com mais de 60 ilhas tropicais situado no oceano Índico a cerca de 500 quilômetros ao sul do arquipélago das Maldivas. Esta cadeia de ilhas é o arquipélago mais ao sul da Cordilheira Chagos-Laccadive, uma longa cadeia de montanhas submarinas no oceano Índico. Em seu norte estão as Ilhas Salomão, Ilha Nelsons e Peros Banhos; em direção ao sudoeste estão as Três Irmãos, Ilhas Eagle, Ilhas Egmont e Ilha Danger; a sudeste destas está Diego Garcia, de longe a maior ilha. Todos são atóis baixos, exceto por alguns casos extremamente pequenos, situados ao redor de lagoas. Administrativamente, este arquipélago faz parte do Território Britânico do Oceano Índico.
As Ilhas Chagos foram o lar dos chagossianos desde os anos 1700, levados como escravos pelos franceses da África e da Índia, um povo de língua crioula burbonesa, até que o Reino Unido os expulsou do arquipélago a pedido dos Estados Unidos entre 1967 e 1973 para permitir que os estadunidenes construíssem a Naval Support Facility Diego Garcia, uma base militar em Diego Garcia, em terras arrendadas do exército do Reino Unido no Território Britânico do Oceano Índico. Desde 1971, apenas o atol de Diego Garcia é habitado, e apenas por funcionários do exército dos Estados Unidos, incluindo pessoal civil estadunidene contratado. Desde que foram expulsos, os chagossianos, como todos os outros não permitidos pelos governos do Reino Unido ou dos Estados Unidos, foram impedidos de entrar nas ilhas.
Quando Maurício era uma colônia francesa, as ilhas eram uma dependência da administração francesa em Maurício (Île Maurice). Pelo Tratado de Paris de 1814, a França cedeu Maurício e suas dependências ao Reino Unido. Em 1965, enquanto planejava a independência das Ilhas Maurício, o Reino Unido constituiu Chagos como Território Britânico do Oceano Índico (BIOT). Maurício se tornou independentes do Reino Unido em 1968 e, desde então, reivindicou o Arquipélago de Chagos como território mauriciano.
Em 2019, o Tribunal Internacional de Justiça (CIJ) emitiu uma opinião consultiva não vinculativa afirmando que o Reino Unido "tem a obrigação de pôr fim à sua administração do Arquipélago de Chagos o mais rapidamente possível e que todos os Estados-Membros devem cooperar com as Nações Unidas para concluir a descolonização das Ilhas Maurício". Em dezembro daquele ano, o gênero musical Sega tambour Chagos foi reconhecido como Patrimônio Cultural Imaterial da UNESCO de Maurício. Em janeiro de 2021, a Assembleia Geral das Nações Unidas aprovou uma resolução proclamando isso. Em 2021, o Tribunal Internacional do Direito do Mar confirmou para sua jurisdição que o Reino Unido não tem "nenhuma soberania sobre as Ilhas Chagos" e, portanto, as ilhas devem ser devolvidas para Maurício.. Em agosto de 2021, a União Postal Universal proibiu o uso de selos BIOT no BIOT, uma medida que o primeiro-ministro mauriciano Pravind Jugnauth chamou de "grande passo em favor do reconhecimento da soberania de Maurício sobre Chagos". No mesmo ano, Maurício alteraram seu Código Penal para proibir "deturpar a soberania de Maurício sobre qualquer parte de seu território", com a pena de multa ou pena de prisão de até 10 anos. Como o ato é extraterritorial, ele restringe as habilidades dos chagossianos em Maurício e ao redor do mundo de expressar suas opiniões sobre o status legal das ilhas Chagos. Em outubro de 2024, o Reino Unido anunciou que entregaria a soberania das Ilhas Chagos às Ilhas Maurício, sujeito à finalização de um tratado. Neste tratado também ficou especificado as garantias para que a base militar dos Estados Unidos em Diego Garcia permaneça em operação nos próximos 99 anos. Alguns chagossianos criticaram o acordo por não ter incluído a comunidade chagossiana no processo de tomada de decisão. O acordo de transferência foi assinado em 22 de maio de 2025, com a condição de que a ilha de Diego Garcia fosse arrendada de volta ao Reino Unido por pelo menos 99 anos. O governo do Reino Unido espera que o tratado seja ratificado perto do final de 2025.

## Etimologia
Chagos é uma corruptela do português “chagas”, em referência às chagas de Jesus Cristo, já que as ilhas foram descobertas pelos portugueses, que por regra denominavam lugares com nomes santos ou de datas santas. Já Bassas é corruptela equivocadamente repetida por cartógrafos (sobretudo italianos) da palavra “baixos” ou “baixios”, em referência a áreas rasas do oceano onde aparecem escolhos e atóis.
O arquipélago foi primeiramente conhecido pela forma portuguesa “Bassas de Chagas”.

## Ilhas
Os sete atóis com ilhas emersas permanentemente são:
- Diego Garcia (Diego Garcia e 3 ilhéus mais a norte)
- Ilhas Egmont ou Seis Ilhas (7 ilhas)
- Peros Banhos (27 ilhas)
- Ilhas Salomão (11 ilhas)
- Grande Banco de Chagos (7 ilhas)
- Recife Blenheim (3 ilhas)
- Banco Speakers (1 ilha)

## História
Os marinheiros das Maldivas conheciam bem as ilhas de Chagos. De acordo com a tradição oral do sul das Maldivas, comerciantes e pescadores locais estavam ocasionalmente perdidos no mar e acabaram ficando encalhados em uma das ilhas de Chagos. Eventualmente, foram resgatados e levados de volta para casa. No entanto, essas ilhas foram julgadas muito distantes das Maldivas para serem estabelecidas permanentemente por maldivos. Assim, durante muitos séculos, essas ilhas foram ignorados pelos vizinhos do norte.
Na sabedoria maldiva, todo o grupo é conhecido como Fōlhavahi ou Hollhavai. Não há nomes separados para os diferentes atóis de Chagos na tradição oral das Maldivas.
Os primeiros europeus a visitarem o arquipélago foram os portugueses no início do século XVI. Em 1764 a Companhia Francesa das Índias Orientais levou para as ilhas colonizadores franceses e escravos africanos. Os britânicos disputaram o controlo das ilhas com os franceses entre 1786 e 1814, quando o arquipélago foi tomado pelos britânicos.
A população nativa foi deportada pelo governo britânico no final dos anos 60, início dos anos 70, para cumprir os termos de um contrato de arrendamento para despovoar as ilhas, inicialmente para um centro de comunicação, que mais tarde se tornaria uma base militar dos Estados Unidos da América na ilha principal de Diego Garcia durante a Guerra Fria.

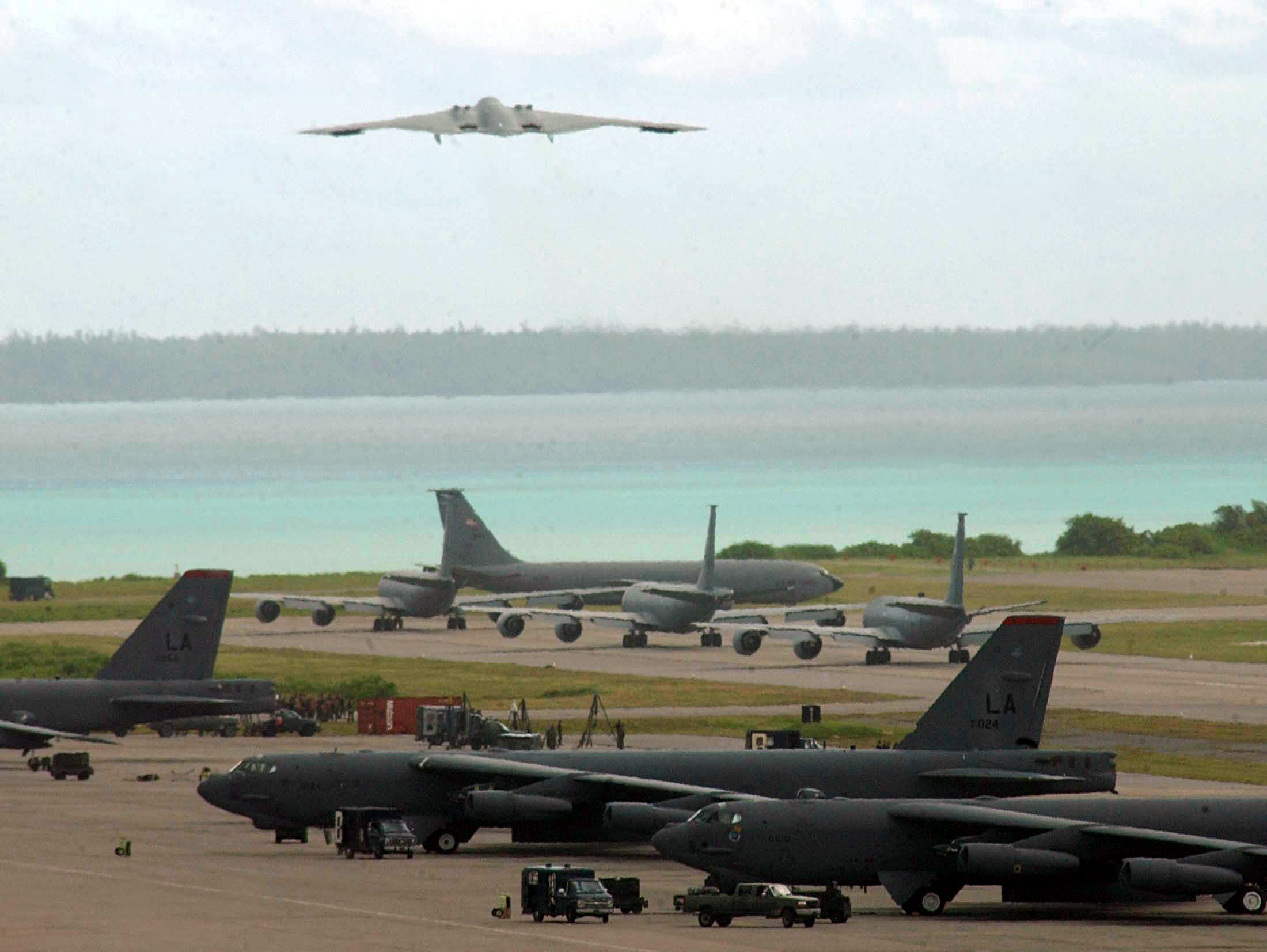
Bombardeiro B-2 decolando, bombardeiros B-52 na pista em Diego Garcia em 2003

Hoje, o arquipélago de Chagos é uma zona militar que serviu para o lançamento de B52's durante a operação Raposa do Deserto na Guerra do Iraque, em 1998, e para os vários bombardeamentos ao Afeganistão e ao Iraque, subsequentemente.
Os ilhéus sobreviventes ainda lutam pelo regresso ao seu país nos tribunais britânicos. O corrente contrato de arrendamento expirou em 2016 mas com a opção de renovação por mais 50 anos.
Pelo menos 2000 pessoas viviam na Ilha de Diego Garcia, onde havia: uma escola, um hospital, uma igreja, uma prisão, uma ferrovia, docas e plantações. Os primeiros assentamentos na ilha datam do século XVIII. Contudo, o governo Britânico criou uma ficção de que os ilhéus eram apenas "trabalhadores de contrato temporário", podendo, assim, ser enviados para as Ilhas Maurícias.
Inicialmente, os ilhéus foram enganados e intimidados para deixarem a ilha. Com a chegada dos americanos para a construção da base, o governador das Ilhas Seychelles ordenou que todos os cães de estimação da ilha de Diego Garcia fossem mortos, como forma de intimidação dos residentes. Quase 1.000 cães foram exterminados. Além disso, quem deixasse a ilha era impedido de retornar.
A população remanescente foi embarcada em navios - permitida apenas uma mala por pessoa - rumo às Ilhas Seychelles, onde foram inicialmente instalados em celas, numa prisão.[carece de fontes?]
A dor do exílio provocou suicídios e a luta pela sobrevivência em situação de completa miséria levou à morte muitas crianças e adultos.[carece de fontes?]
Em 2000, os ilhéus obtiveram uma vitória histórica nos tribunais britânicos, que entenderam que a sua deportação foi ilegal. Contudo, o Ministério das Relações Exteriores anunciou que não seria possível o regresso à ilha de Diego Garcia por causa de um tratado com Washington.
Em junho de 2004, foi promulgado um decreto impedindo os ilhéus de nunca mais voltarem para casa.
Em 2004, o jornalista britânico John Pilger escreveu e dirigiu um documentário chamado "Stealing a Nation", produzido e dirigido por Christopher Martin. O documentário trata da expulsão dos ilhéus de Chagos, que foram expulsos à força, pelo governo Britânico, entre 1967 e 1973, para as ilhas Maurícias, para que a ilha de Diego Garcia pudesse ser usada como base militar americana.
Em 1 de abril de 2010, o Gabinete do Governo Britânico estabeleceu a Área Marinha Protegida de Chagos como a maior reserva marinha do mundo. Com 640.000 km2, é maior que a França ou o estado da Califórnia nos Estados Unidos. Duplica a área total de zonas de proibição de captura ambiental em todo o mundo. Em 18 de março de 2015, a Corte Permanente de Arbitragem realizou por unanimidade a Área Marinha Protegida (AMP), que declarou que o arquipélago de Chagos do Reino Unido em abril de 2010 violou o direito internacional. Anerood Jugnauth, primeiro-ministro das Ilhas Maurícias, disse que é a primeira vez que o Reino Unido faz negócios com o arquipélago de Chagos.
Desde 2012, as ilhas mantêm uma população transitória de cerca de 3.000 pessoas (300 funcionários do governo britânico e 2.700 funcionários do Exército, da Marinha e da Força Aérea dos Estados Unidos).

## Disputa de soberania
Em 20 de dezembro de 2010, as Ilhas Maurício iniciaram um processo contra o Reino Unido nos termos da Convenção das Nações Unidas sobre o Direito do Mar (UNCLOS) para contestar a legalidade da área marinha protegida (MPA) do Arquipélago de Chagos.
A questão da indenização e repatriação dos antigos habitantes de vários atóis do arquipélago, exilados desde 1973, continuou em litígio e, em 2010, foi apresentada à Corte Europeia de Direitos Humanos por um grupo de antigos residentes.
O litígio continuou em 2012 com relação ao direito de retorno dos ilhéus deslocados e às reivindicações de soberania das Ilhas Maurício. Além disso, a defesa em nome dos chagossianos continua nos Estados Unidos e na Europa. Em 2018, as Ilhas Maurício levaram o assunto à Corte Internacional de Justiça para um parecer consultivo, contra as objeções britânicas.
Em novembro de 2016, o Reino Unido reafirmou que não permitiria que os chagossianos retornassem às ilhas. Em resposta a essa decisão, o primeiro-ministro de Maurício expressou o plano de seu país de levar a disputa de soberania à Corte Internacional de Justiça. O Ministro das Relações Exteriores britânico, Boris Johnson, procurou a assistência indiana para resolver a disputa envolvendo o Reino Unido, os EUA e as Ilhas Maurício. A Índia tem mantido uma influência considerável nas Ilhas Maurício por meio de profundos laços culturais e econômicos. A Índia tem afirmado que a questão de prosseguir ou não com a ação da AGNU é uma decisão que cabe ao governo de Maurício tomar.
Em 22 de junho de 2017, a AGNU solicitou à Corte Internacional de Justiça que emitisse um parecer consultivo sobre a separação do Arquipélago de Chagos das Ilhas Maurício.
Em 23 de junho de 2017, a AGNU votou a favor do encaminhamento da disputa territorial entre as Ilhas Maurício e o Reino Unido à Corte Internacional de Justiça para esclarecer o status legal do arquipélago das Ilhas Chagos no Oceano Índico. A moção foi aprovada por maioria de votos, com 94 votos a favor e 15 contra.
Em 25 de fevereiro de 2019, a Corte Internacional de Justiça emitiu um parecer consultivo de que a colocação do arquipélago sob administração britânica em 1965 não se baseou na livre expressão dos habitantes e que, portanto, aconselhou que o Reino Unido deveria abrir mão do arquipélago, incluindo a base militar estratégica dos Estados Unidos, para o estabelecimento da qual aproximadamente 1.500 habitantes foram deportados. O governo britânico rejeitou qualquer jurisdição da corte para deliberar sobre essas questões.
A Assembleia Geral das Nações Unidas votou a favor do estabelecimento de um prazo de seis meses para que o Reino Unido se retire do Arquipélago de Chagos, que seria então reunificado com Maurício. A moção foi aprovada por maioria de votos, com 116 votos a favor e 6 contra. Cinquenta e seis estados, incluindo a França e a Alemanha, se abstiveram.
Em 28 de janeiro de 2021, o Tribunal Internacional das Nações Unidas para o Direito do Mar (ITLOS) confirmou a decisão da Corte Internacional de Justiça e ordenou que a Grã-Bretanha entregasse o Arquipélago de Chagos às Ilhas Maurício. A Câmara Especial do ITLOS afirmou isso: "É inconcebível que o Reino Unido, cuja administração sobre o Arquipélago de Chagos constitui um ato ilícito de caráter contínuo e, portanto, deve ser encerrado o mais rápido possível, e que ainda assim não o fez, possa ter qualquer interesse legal em dispor permanentemente das zonas marítimas ao redor do Arquipélago de Chagos por meio de delimitação".
Em agosto de 2021, a União Postal Universal proibiu o uso de selos BIOT no BIOT, uma medida que o primeiro-ministro das Ilhas Maurício, Pravind Jugnauth, chamou de "grande passo em favor do reconhecimento da soberania das Ilhas Maurício sobre o Chago". No mesmo ano, as Ilhas Maurício alteraram seu Código Penal para proibir a "deturpação da soberania das Ilhas Maurício sobre qualquer parte de seu território", com a pena de multa ou prisão de até 10 anos. Como a lei é extraterritorial, ela restringe a capacidade dos chagossianos em Maurício e em todo o mundo de expressar suas opiniões sobre o status legal das ilhas Chagos.
Em 14 de fevereiro de 2022, a Maurícia, que disputa a soberania das ilhas, hasteou a sua bandeira em Peros Banhos, desafiando a soberania britânica no arquipélago.
Em 3 de novembro de 2022, o Ministro das Relações Exteriores do Reino Unido, James Cleverly, anunciou que o Reino Unido e as Ilhas Maurício haviam decidido iniciar negociações sobre a soberania do Território Britânico do Oceano Índico, levando em consideração os recentes procedimentos legais internacionais. Ambos os estados concordaram em garantir a operação contínua da base militar conjunta do Reino Unido e dos EUA em Diego Garcia.
Em 3 de outubro de 2024, o governo do Reino Unido fez uma declaração conjunta com o governo das Ilhas Maurício de que eles haviam negociado a soberania das Ilhas Chagos após dois anos de negociação, enquanto ainda permitiam o funcionamento da base militar americana em Diego Garcia ocupada, descartando assim o direito de retorno dos chagossianos a essa ilha específica. O acordo foi criticado pelo fato de os chagossianos não terem participado das negociações.